# Архангельский, Михаил Фёдорович
Михаи́л Фёдорович Арха́нгельский (23 декабря 1908, Ташкент — 1975, Москва) — советский оператор и режиссёр неигрового кино. Лауреат Сталинской премии (1953).

## Биография
Родился 10 (23) декабря 1908 год, по данным Минобороны РФ — в Ташкенте.
Учился на операторском факультете Высшего государственного института кинематографии в Москве, который окончил в 1935 году. В том же году принят на киностудию «Моснаучфильм», где специализировался на учебных и спортивных фильмах.
В военное время, когда студия была эвакуирована в Новосибирск и имела название «Воентехфильм» (с 1941 по 1944 год) — снимал оборонные фильмы и сюжеты для киножурнала «Наука и техника».
По окончании войны был автором сюжетов для кинопериодики («Наука и техника», «Новости сельского хозяйства»). Участвовал в экспедиции на Северный полюс, снимал испытания новых секретных видов оружия.
Член ВКП(б) с 1943 года, член Союза кинематографистов СССР.
Похоронен в Москве на Химкинском кладбище (участок № 39).

### Семья
- жена — Серафима Ивановна Архангельская[5];
- сын − Владимир Михайлович Архангельский (1939—2022), оператор научно-популярного и игрового кино[5][6].

## Избранная фильмография
Оператор
- 1943 — Немецкая оборона и её преодоление
- 1944 — Пехота в бою
- 1953 — Великое прощание (не выпущен; в соавторстве)

Режиссёр
- 1956 — Рассказ о ледниках (также автор сценария совместно с Э. Двинским)
- 1962 — Новое в обработке пропашных

## Награды и премии
- орден Красной Звезды (14 апреля 1944)[7];
- медаль «За Победу над Германией в Великой Отечественной войне 1941—1945 гг.»[2];
- Сталинская премия третьей степени (31 декабря 1953) — за создание документальных кинофильмов по испытаниям изделий РДС-6с, РДС-4 и РДС-5[8].

## Комментарии
1. ↑  Год рождения по базе Минобороны РФ указан — 1910[2].